# 코미셰 오퍼 베를린

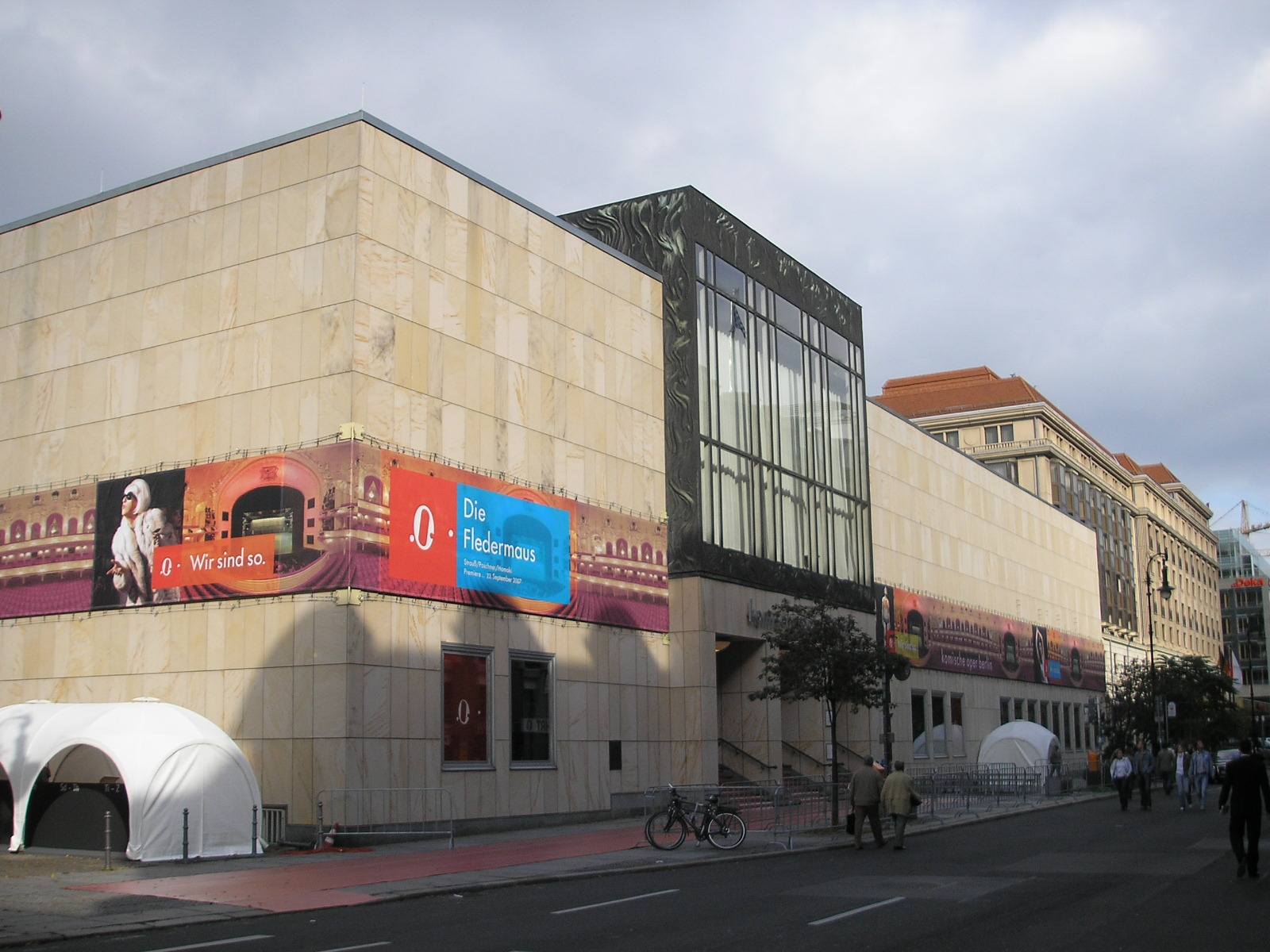

코미셰 오퍼 베를린(Komische Oper Berlin)는 베를린에 본사를 둔 독일 오페라단이다. 이 회사는 오페라, 오페레타, 뮤지컬을 제작한다.
오페라 하우스는 운터덴린덴 근처의 베렌슈트라세(Behrenstraße)에 위치해 있다. 2004년부터 베를린 코미쉐 오퍼는 베를린 국립 오페라, 베를린 도이체 오퍼, 베를린 국립 발레단, 베를린 뷔넨서비스(무대 및 의상 디자인)와 함께 베를린 오페라 재단의 회원이 되었다.